# Paul Foucher

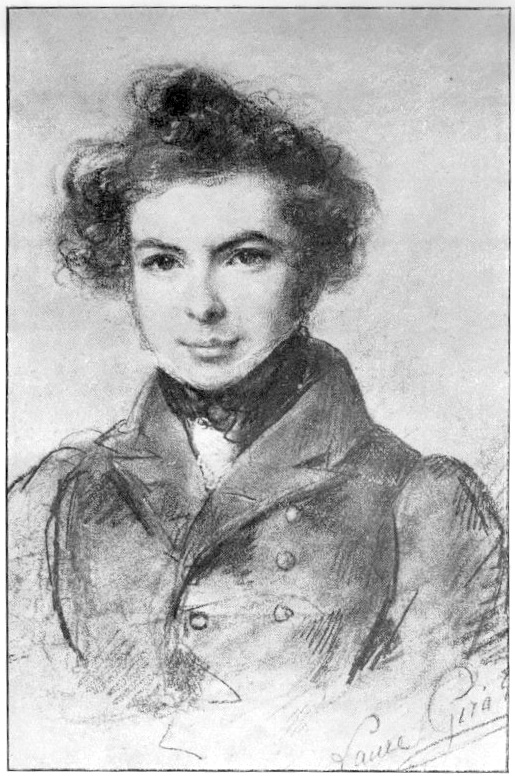
Paul Foucher

Paul Henri Foucher, född 21 april 1810, död 24 januari 1875, var en fransk teaterförfattare.
Foucher, som var svåger till Victor Hugo, sökt sig redan från början till romantikerna. Av hans omkring 70 dramatiska arbeten, delvis i samarbete med Adolphe d'Ennery, Louis Desnoyers med flera, gick under 1840- och 1850-talet flera med framgång över Europas scener. Foucher skrev även operatexter i lättare stil.